# Baneins
Baneins är en kommun i departementet Ain i regionen Auvergne-Rhône-Alpes i östra Frankrike. Kommunen ligger  i kantonen Saint-Trivier-sur-Moignans som ligger i arrondissementet Bourg-en-Bresse. Kommunens areal är 8,91 km². År 2022 hade Baneins 618 invånare.

## Befolkningsutveckling
Antalet invånare i kommunen Baneins
Referens: INSEE